# Vaudignies
Pour l’article ayant un titre homophone, voir Vaudigny.
Vaudignies est un hameau de Chièvres dans la province de Hainaut, en Belgique, auquel il est également administrativement rattaché (Région wallonne de Belgique).

## Géographie
Bordé à l'est par la Petite Hunelle et à l'ouest par le Rieu d'Hardempont, perché à l'altitude de 80 mètres, le village de Vaudignies est un village de la ville de Chièvres situé sur la route de Chièvres à Saint-Ghislain.

## Histoire
Jean Dufrasnes, archéologue amateur, y a découvert lors d'une prospection pédestre des traces d'occupation romaine. Voici ce qu'il en dit : « Sur le site, peu étendu, les fragments de tuiles sont rares; quelques tessons de céramique assez grossière ont été recueillis. Un fragment de fibule, très corrodé, fut aussi récolté en surface. Il s'agit d'une fibule à charnière en étui dont l'arc, de section plan-convexe, présente un profil tendu. une partie de la charnière et le pied manquent. Des traces d'étamage sont conservées dans un sillon longitudinal. Ce fragment appartient à un type de fibule généralement attribué à l'époque flavienne ou au IIe siècle ».

## Galerie

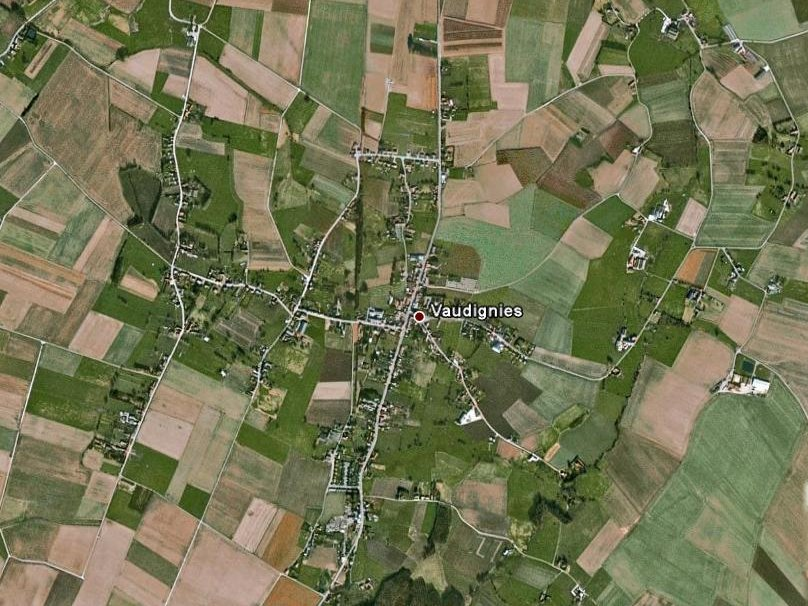
Vu du ciel
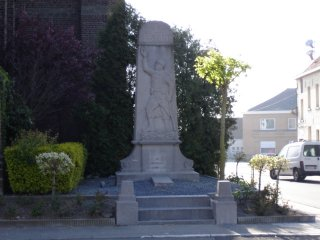
Monument aux morts de la guerre 1914-1918
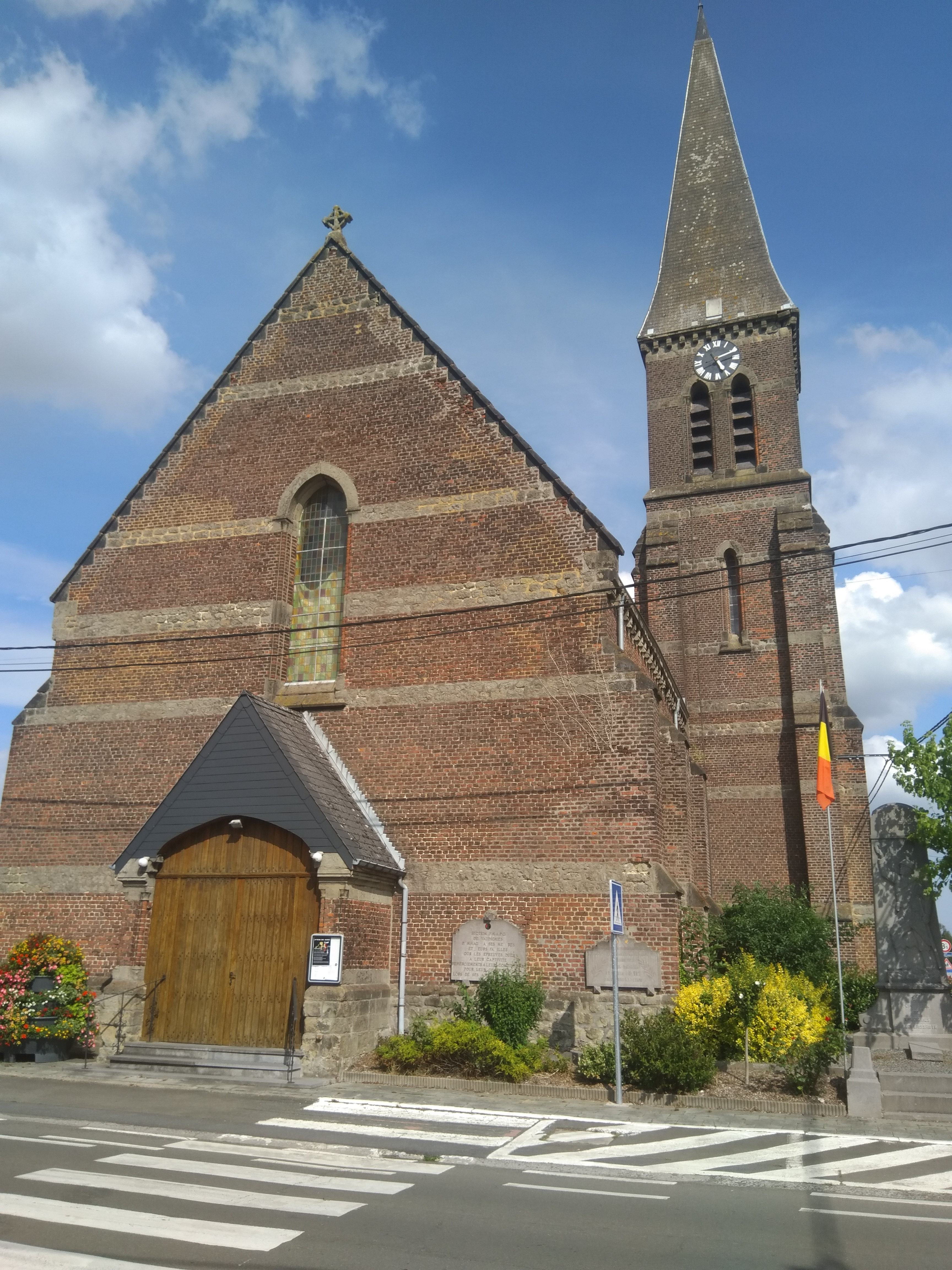
Église Saint-Philippe
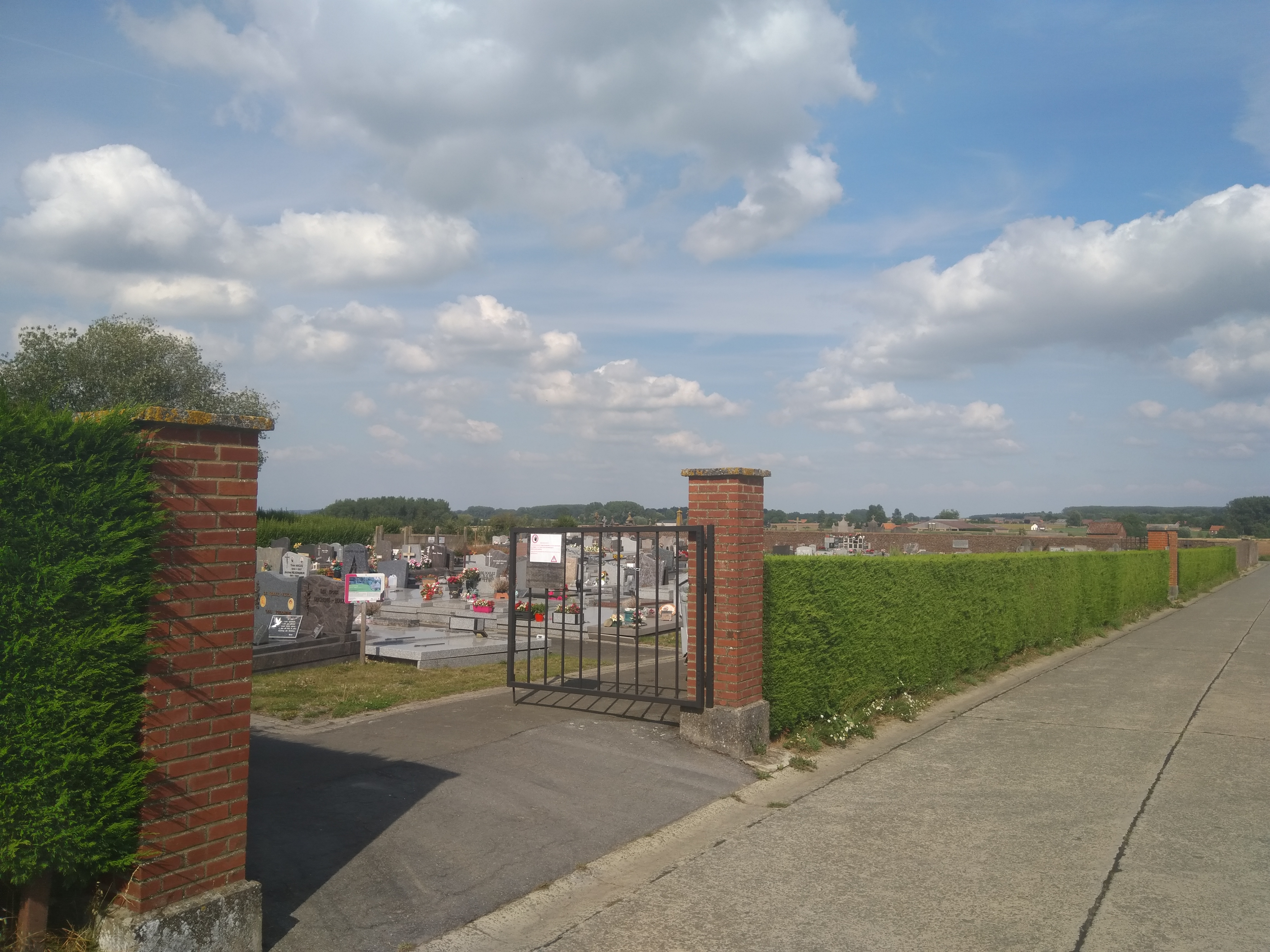
Cimetière
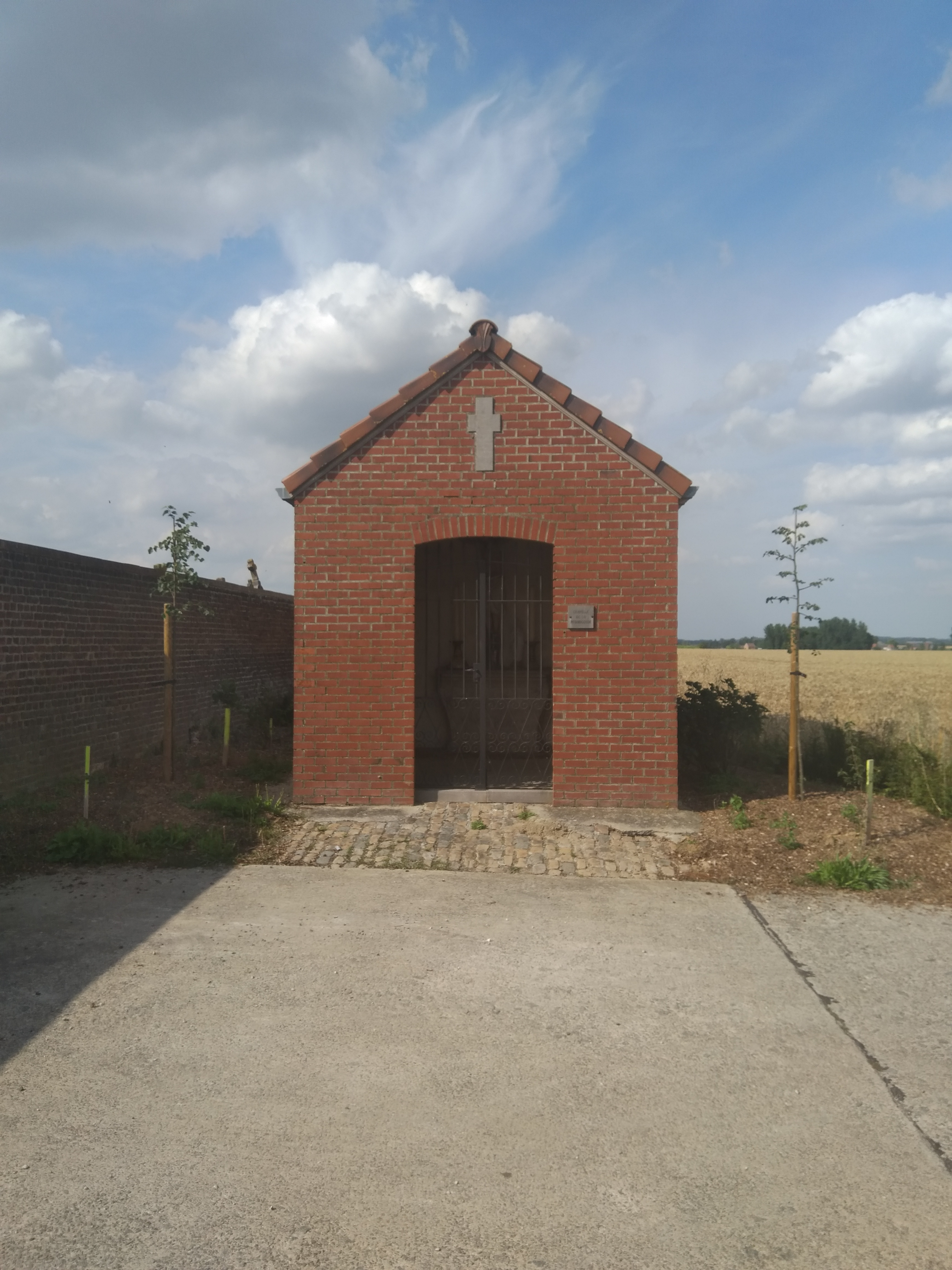
Chapelle da la Miséricorde (près du cimetière)
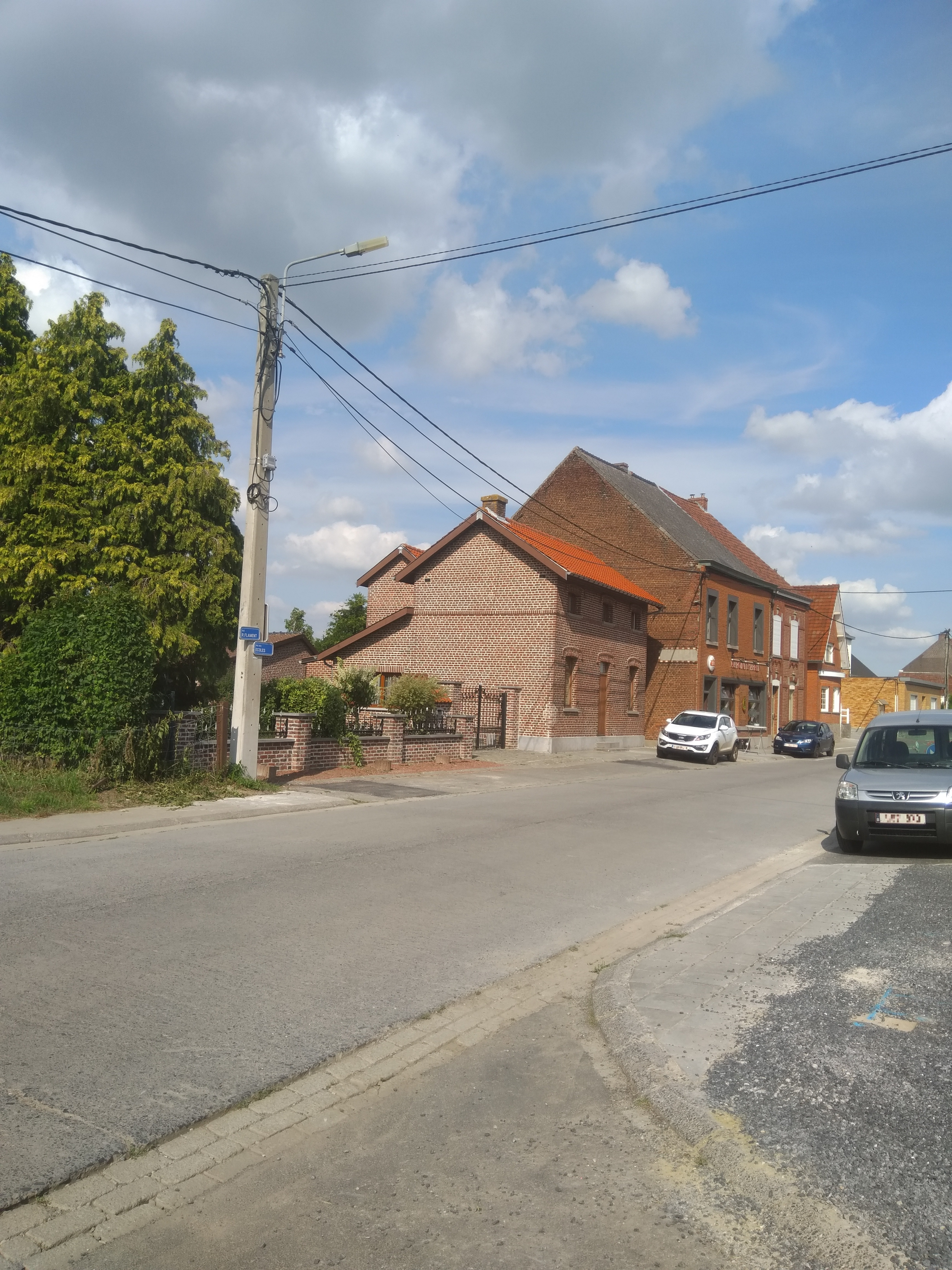
Emplacement de l'ancienne gare de Vaudignies (rue des Écoles; avec le café "Au point d'arrêt")
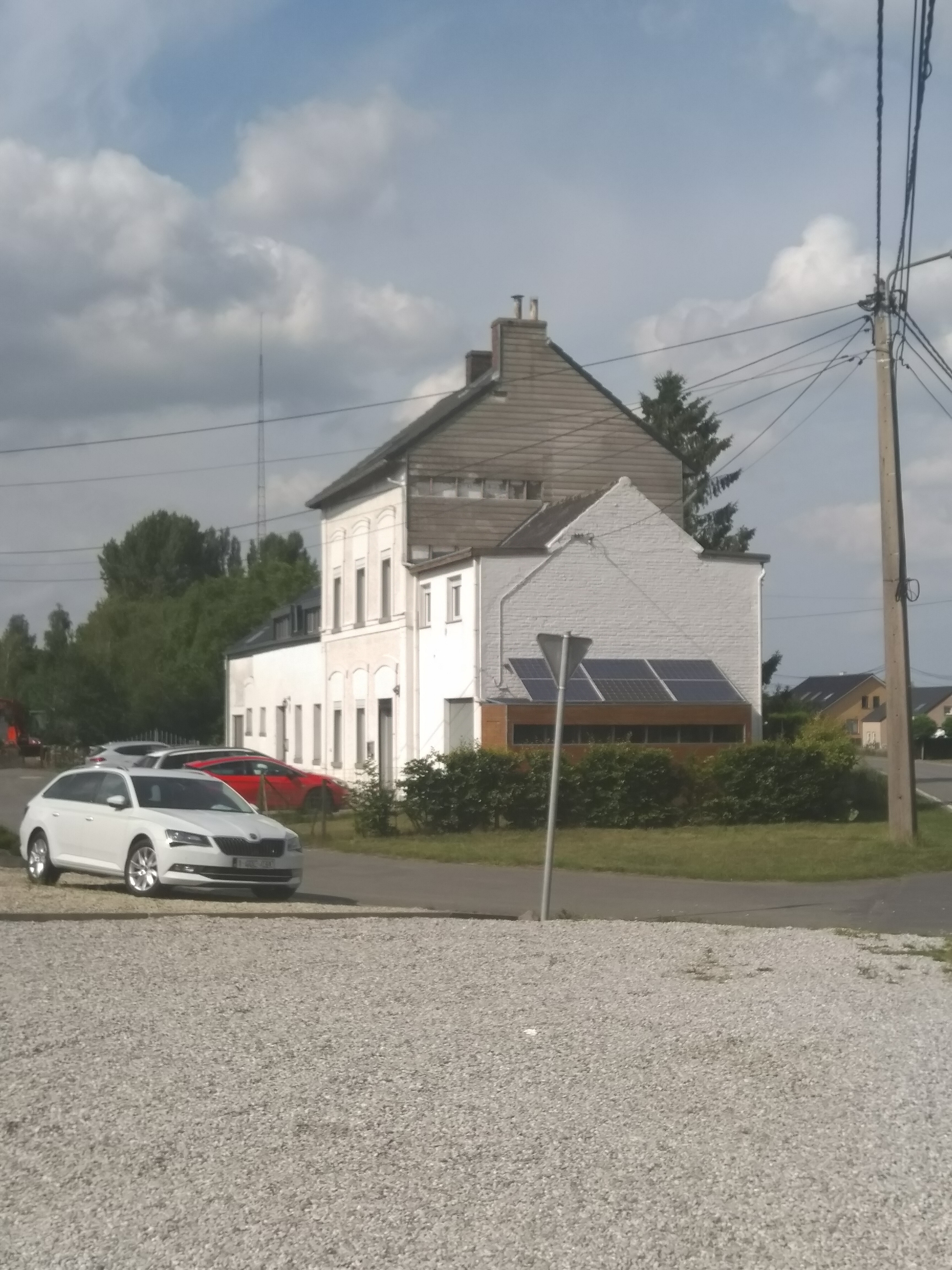
Ancienne gare de Vaudignies-Neufmaison (à la sortie du village)